# Akademisches Kunstmuseum

Blick in das Interimsmuseum in der Römerstraße (2022)

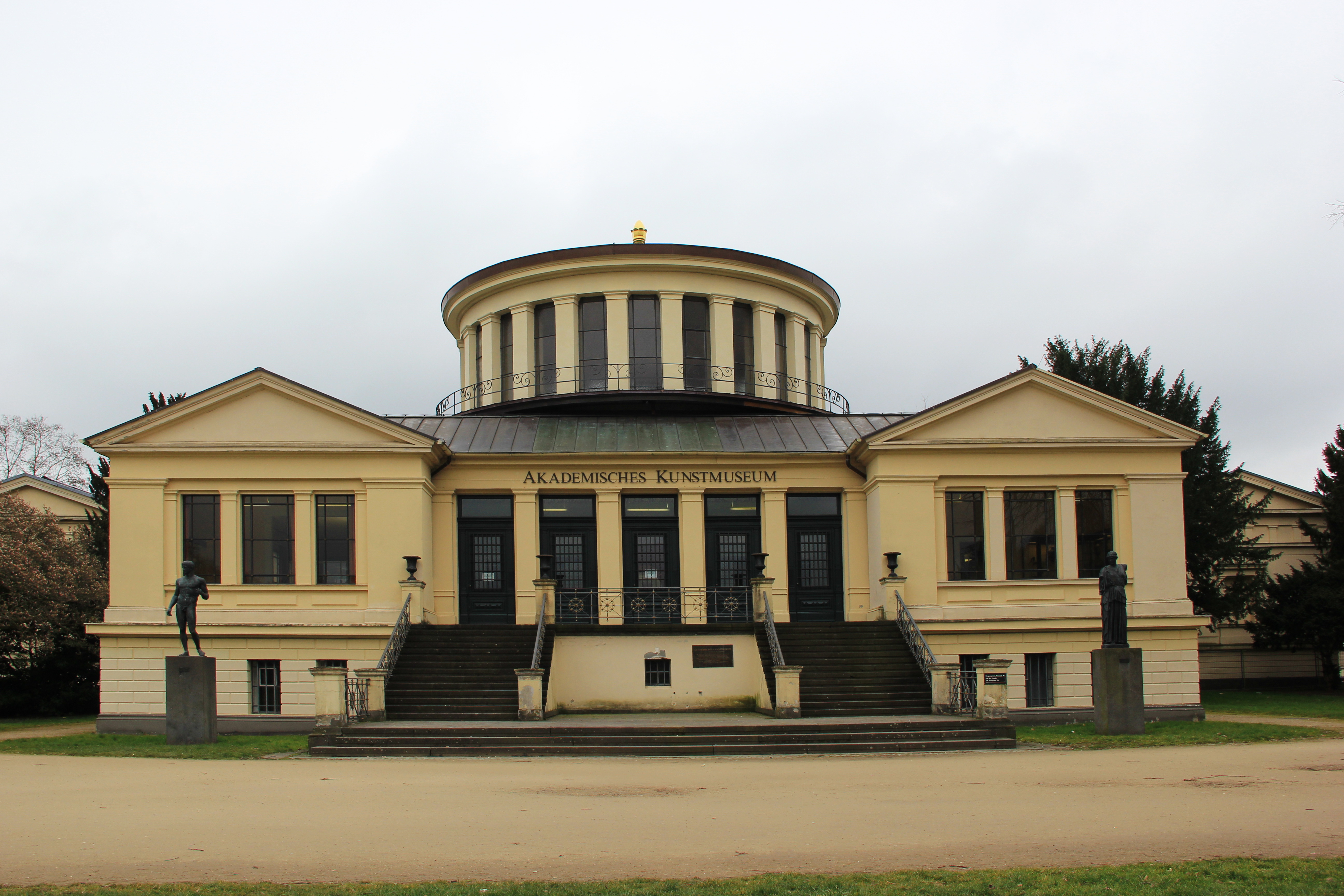
Akademisches Kunstmuseum am Hofgarten, Front

Das Akademische Kunstmuseum ist eines der ältesten Bonner Museen. Es beherbergt die Antikensammlung der Universität Bonn mit über 2.700 Abgüssen antiker Statuen und Reliefs und über 25.000 Originalen. Es befindet sich in einem klassizistischen Bau am südlichen Ende des Hofgartens direkt gegenüber dem Kurfürstlichen Schloss. Wegen der Generalsanierung des Gebäudes ist das Museum in die Römerstraße 164 in Bonn umgezogen. Seit dem 15. Mai 2022 werden dort die gesamte Originalsammlung und eine Auswahl der Gipsabgüsse präsentiert. Nach der Baumaßnahme zieht das Museum wieder an den Hofgarten.

## Gebäude

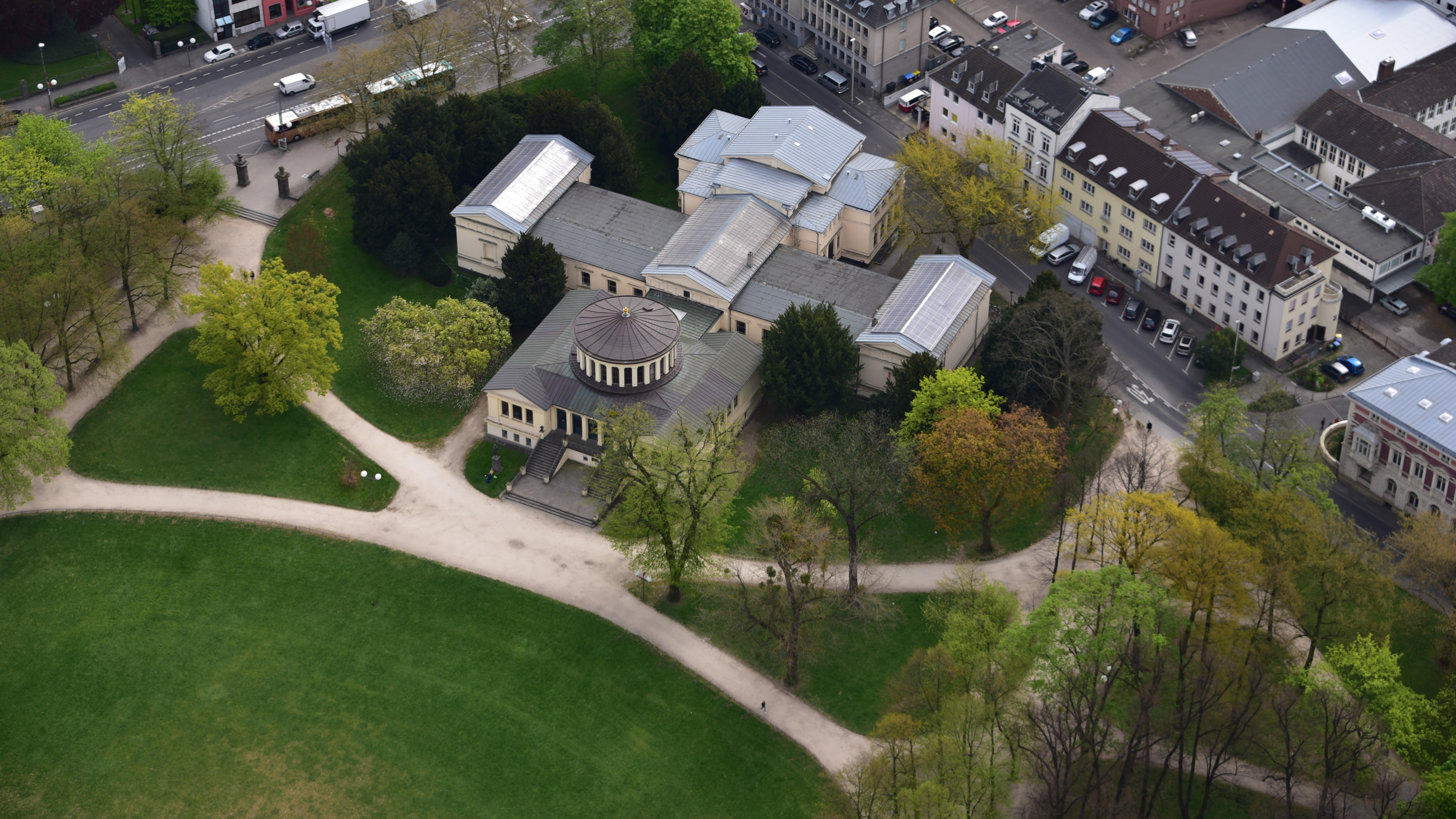
Luftaufnahme (2016)

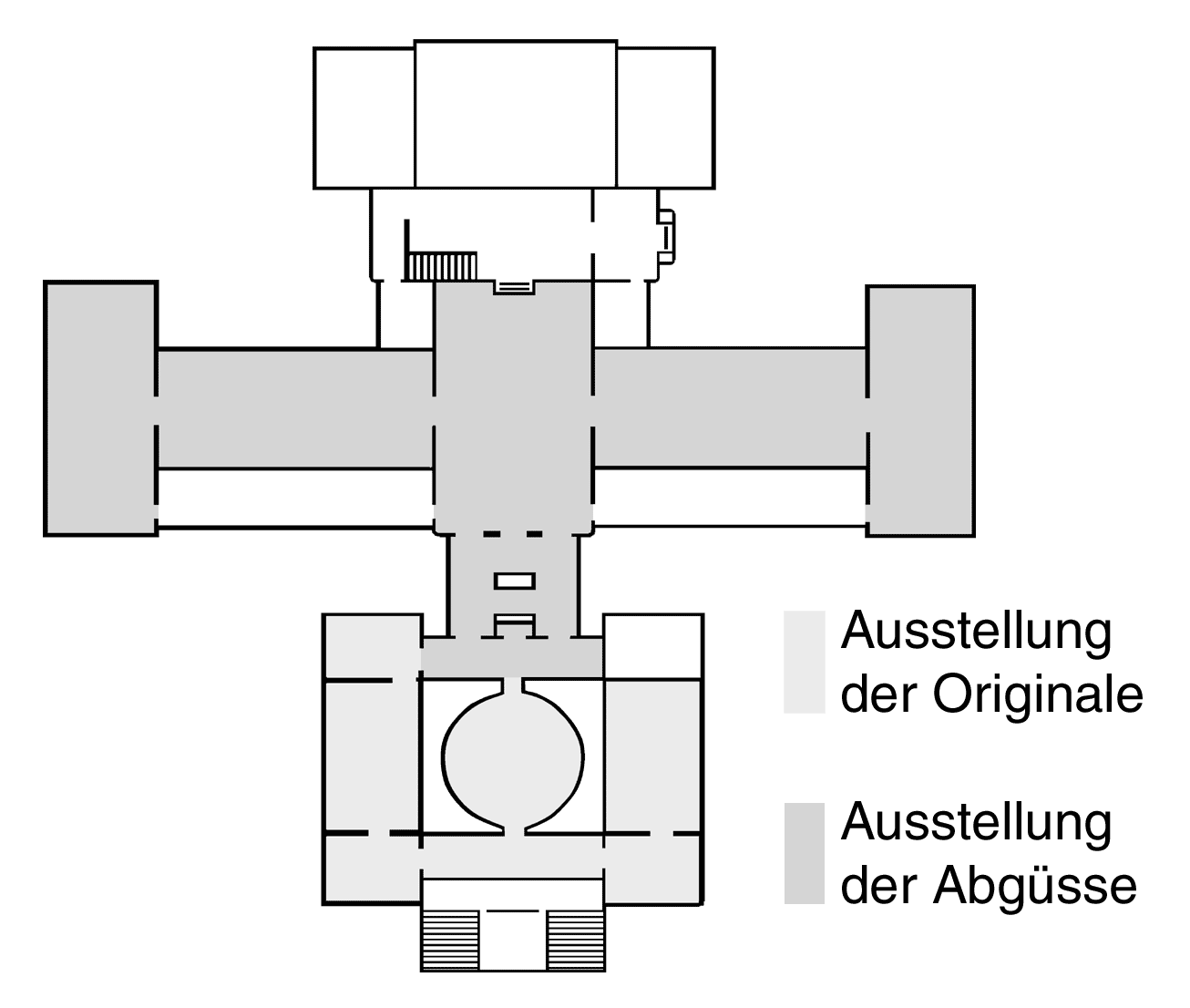
Grundriss des Akademischen Kunstmuseums am Hofgarten

Das Gebäude, das heute das Akademische Kunstmuseum beheimatet, geht auf das 1824/25 entstandene, von dem Bonner Bauinspektor Friedrich Waesemann, dem Vater des Architekten Hermann Friedrich Waesemann, entworfene Gebäude des anatomischen Instituts der Universität zurück. Es weist auf den Bau der Anatomie (Anatomisches Theater) der Berliner Tierarzneischule von Carl Gotthard Langhans zurück und wurde von Karl Friedrich Schinkel maßgeblich überarbeitet. An den in dieser Zeit entstandenen Demonstrationssaal, die Rotunde, waren zwei Seitengebäude zu Anschauungs- und Vorbereitungszwecken angebaut. Der Komplex wurde bis 1872 von der medizinischen Fakultät genutzt. Ab 1879 zog die Klassische Archäologie mit dem Akademischen Kunstmuseum vom Schloss hierher um und erhielt 1883/84 einen Erweiterungsbau für die Abgusssammlung. Ein weiterer Anbau erfolgte 1907/08, um mehr Platz für die Bibliothek, einen großen Hörsaal, Büros sowie Magazin- und Lagerflächen zu erhalten.
Baulicher Zustand und vorhandene Fläche entsprechen nicht der Bedeutung der Sammlung. Die Exponate befinden sich in den Räumlichkeiten dicht gedrängt. Ein Förderverein versucht, die für Sanierung und Ausbau verfügbaren Mittel zu ergänzen. Auch mit Hilfe der Deutschen Stiftung Denkmalschutz konnten bis 2006 Erneuerungsarbeiten an den Fußböden durchgeführt werden. Das Gebäude der ehemaligen Anatomie steht als Baudenkmal unter Denkmalschutz. 2012 wurden weitere Schäden an der Außenfassade und vor allem am Dachstuhl entdeckt. Das führte zu Renovierungsarbeiten im sogenannten Schinckeltrakt, deren Ende für Ende 2014 geplant war und im Frühjahr 2015 erfolgte. Eine Generalsanierung des gesamten, in drei Bauphasen entstandenen Gebäudes, war weiterhin vonnöten. 2018–2020 wurde mit Mitteln des LVR, des Fördervereins des Akademischen Kunstmuseums und der Universität Bonn ein sogenannter Kriechkeller ausgebaut und ein Lastenaufzug eingebaut, um zusätzliche Depotfläche zu gewinnen, um etwas gegen den allgegenwärtigen Platzmangel im Gebäude zu tun.
Im Jahr 2022 begann schließlich die lang erwartete Generalsanierung. Neben einer Ertüchtigung der Bausubstanz und technischen Anlagen werden Maßnahmen für Brandschutz und Barrierefreiheit durchgeführt, zusätzliche Depot- und Arbeitsräume erschlossen, die Museumsausstattung modernisiert und der Museumseingang auf die Hofgartenseite verlegt werden.
Das Museum ist immer wieder Schauplatz von Dokumentar- und Spielfilmen. So wurden z. B. einige Szenen der Münsteraner Tatort-Folge Der Fluch der Mumie von 2009 vor und in dem Gebäude gedreht.

## Geschichte
Die Planung für das Museum begann bereits 1815 in Vorbereitung der Gründung der Preußischen Rhein-Universität, der späteren Universität Bonn, im Jahr 1818. Friedrich Gottlieb Welcker wurde 1819 zum ersten Leiter der Antikensammlung und Professor für Klassische Archäologie berufen. Sie befand sich im Hauptgebäude der Universität, dem Kurfürstlichen Schloss sowie der auch dort untergebrachten Universitätsbibliothek.
Die ersten Exponate kamen 1820 aus Paris, darunter wahrscheinlich von französischen Truppen requirierte Stücke, über deren Rückgabe Preußen verhandelte. 1827 umfasste die Sammlung nach Angabe des ersten Kataloges bereits 189 Nummern. Erste Ankäufe von Originalen tätigte Welcker mit dem Erwerb von Münzen und Funden aus dem Rheinland vom Canonicus Pick. Welcker erweiterte die Sammlung erheblich, begünstigt auch durch die umfassenden Reisen in den Mittelmeerraum, die er in den 1840er Jahren durchführte. Siebzigjährig trat er 1854 von seinen Ämtern an der Universität zurück.
Den Nachfolgern Welckers im 19. Jahrhundert, Friedrich Ritschl, Otto Jahn, Reinhard Kekulé und Georg Loeschcke, gelang es, die Antikensammlung verstärkt in das archäologische Studium und die beginnende kritische Bewertung der historischen Welt zu integrieren. Die Sammlungstätigkeit teilte man zeitweise mit dem damals noch zur Universität gehörigen Museum Rheinischer Altertümer, das heute das selbstständige Rheinische Landesmuseum ist. Während das Rheinische Museum die lokalen Funde sammelte, konnte sich das Kunstmuseum auf das Sammeln der Funde aus dem Mittelmeerraum konzentrieren. Besonders Georg Loeschcke verlegte den Fokus vermehrt von den Abgüssen hin zu den Originalen. Dank ihm entwickelte sich die Sammlung zu einer der herausragenden Universitätssammlungen nicht nur bei Abgüssen, sondern auch bei den Originalwerken. Wie bei Universitätssammlungen zumeist üblich, lag der Fokus hier nicht im Ankauf großer und repräsentativer Schaustücke, sondern darin beispielhafte Stücke für verschiedene Stile zu bekommen, wobei etwa auch Scherben und nicht mehr nur ganze Gefäße von Bedeutung sein konnten.
Schon zuvor Reinhard Kekulé machte sich um die Erweiterung der Sammlung verdient, indem er zahlreiche Ankäufe, auch von Vasen und Terrakotten, hinzufügen konnte. Ihm gelang es auch, die ehemalige Anatomie für die Antikensammlung zu sichern und 1884 noch um ein Gebäude für die Abguss-Sammlung erweitern zu lassen, das sich im Erscheinungsbild dem klassizistischen Stil der älteren Bauten anschloss. Im Jahr 1908 wurde für das Archäologische Institut noch ein weiterer Anbau hinzugefügt. Zwischen den Weltkriegen war die Ausstattung des Museums mit Mitteln beschränkt, nennenswerte Ankäufe konnten kaum geleistet werden, selbst der Unterhalt des Museums war oft schwierig.
Nachdem 1940 Richard Delbrueck als Professor auf politischen Druck hin emeritiert wurde, die Gebäude aufgrund einer defekten Heizung nur noch im Sommer genutzt werden konnten und kriegsbedingt erhebliche Sammlungsverluste aufgetreten waren, wussten nach 1945 Ernst Langlotz und als sein Nachfolger ab 1969 Nikolaus Himmelmann unter hohem persönlichen Einsatz die Sammlung wiederaufzubauen und die Gebäude erneut ganzjährig nutzbar zu machen. Die Bonner Sammlung ist eine der größten Gipsabguss-Sammlungen in Deutschland. Während die Abguss-Sammlungen etwa der Berliner, der Münchener oder der Würzburger Universitäten im Zweiten Weltkrieg vernichtet wurden, blieb dem Bonner Museum dieses Schicksal erspart, weswegen dort noch zahlreiche historische Gipse, zum Teil noch aus der Anfangszeit im 19. Jahrhundert, erhalten geblieben sind.
Im Zuge der Generalsanierung des Gebäudes zog das Museum 2021 in das Allgemeine Verfügungszentrum III in der Römerstraße 164 um und ist dort weiterhin zu besichtigen. Nach Abschluss der mehrjährigen Renovierungs- und Umbauarbeiten des Gebäudes am Hofgarten wird das Akademische Kunstmuseum wieder dorthin zurückziehen.

### Die Leiter der Antikensammlung
Sie waren bis auf Friedrich Wilhelm Ritschl auch gleichzeitig Professoren für Klassische Archäologie an der Universität Bonn. Seit Reinhard Kekulé ist die Leitung des Museums mit dem Ordinariat verbunden.
- 1819–1854: Friedrich Gottlieb Welcker
- 1854–1861: Friedrich Ritschl
- 1855–1869: Otto Jahn
- 1870–1889: Reinhard Kekulé von Stradonitz
- 1889–1912: Georg Loeschcke
- 1912–1929: Franz Winter
- 1928–1940: Richard Delbrueck
- 1944–1966: Ernst Langlotz
- 1966–1994: Nikolaus Himmelmann
- 1994–2009: Harald Mielsch
- seit 2010: Frank Rumscheid

### Kustodinnen und Kustode
Die Kustodinnen und Kustoden betreuen das Museum in allen Belangen, wissenschaftlich, organisatorisch und administrativ inklusive konservatorischen, gestalterischen und Ausstattungsfragen, Inventarisierung, Leihverkehr, Sammlungszuwachs, Vermittlung, Öffentlichkeitsarbeit, Dokumentation etc.
- 1967–1988: Christiane Grunwald
- 1988–2013: Wilfred Geominy
- 2013–2016: Nele Schröder-Griebel
- seit 2017: Kornelia Kressirer

### Mitarbeiter
Im Laufe der Zeit wirkten – unter verschiedenen Bezeichnungen – weitere Archäologen und Archäologinnen meist kurzzeitig am Museum.
- 1843–1847: Ludwig von Urlichs
- 1905–1909: Arnold von Salis
- 1935: Wilhelmine Hagen
- 1991–1992: Stefan Schmidt

## Sammlung

Blick in die Abgusssammlung am Hofgarten (2020)

Die Abgusssammlung des Akademischen Kunstmuseums ist inzwischen eine der weltweit größten ihrer Art geworden, und die Originalsammlung stellt die größte Sammlung in Nordrhein-Westfalen dar. Ein interessantes Stück in der Sammlung ist eine minoische Larnax im Meeresstil.

Blick in die Vasensammlung in der Römerstraße (2022)

Aktuell werden in der Dauerausstellung etwa fünfzig Statuen und Reliefs der Gipsabuss-Sammlung gezeigt. Hinzu kommen mehrere Tausende Originalwerke. Dabei handelt es sich um Tongefäße, Terrakottafiguren und -reliefs, Bronze- und Steinwerke, Malereien, Textilien und Münzen. Die übrigen Stücke der Sammlung sind magaziniert, werden aber zum Teil von Zeit zu Zeit beispielsweise in Sonderausstellungen der Öffentlichkeit präsentiert. Zudem werden Teile der Sammlungen durch Katalogwerke erschlossen, die Keramik etwa durch das Corpus Vasorum Antiquorum Deutschland.

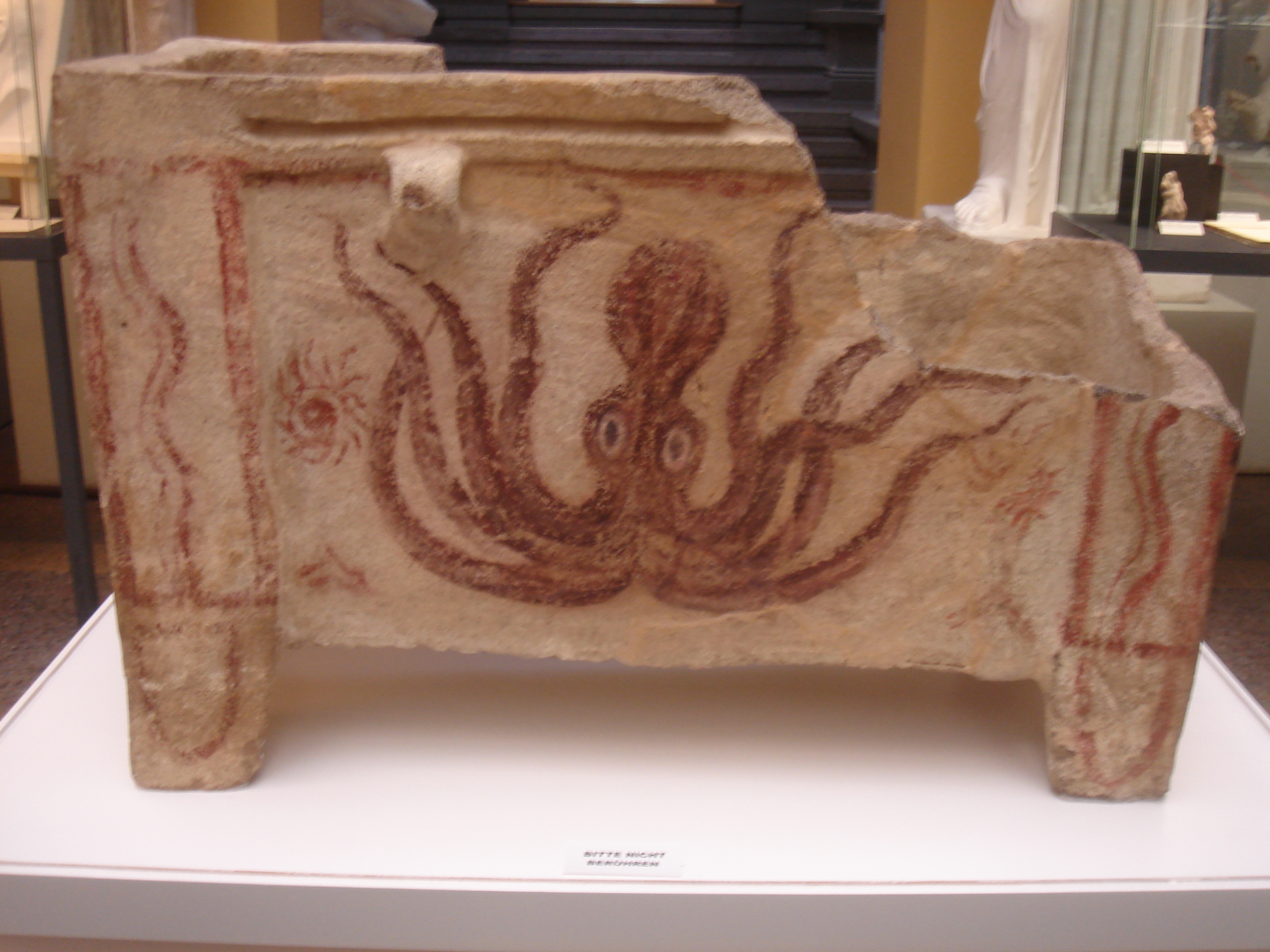
Minoische Larnax im Meeresstil

## Sonderausstellungen
- 1974/75: Antiken aus rheinischem Privatbesitz
- 1975/76: Thorvaldsen und die Aigeten
- 1980: Schätze aus Zypern. 8 Jahrtausende Neolithikum bis Mittelalter. Terrakotten, Vasen, Plastik, Geräte, Waffen, Schmuck
- 2000: Meisterwerke griechischer Keramik aus der Sammlung Giuseppe Sinopoli
- 2001: Gips nicht mehr. Abgüsse als letzte Zeugen antiker Kunst
- 2001: Schätze der Kelten aus dem Rheinischen Landesmuseum
- 2001/02: Hand und Fuß. Werner Schaarmann und Ilse Wegmann
- 2002: Nur eine halbe Unze Gold. Römischer Schmuck aus dem Rheinischen Landesmuseum Bonn
- 2002/03: Siegel und Abdruck. Antike Gemmen in Bonn
- 2003: Stilles Vertrautes. Werke Heiner Meyers im Dialog mit der Antike
- 2003: Vorbilder
- 2003: Die Bibliothek von Theodor Mommsen. Eine Auswahl
- 2004: Daheim in neuem Glanze. Restaurierte Kunstwerke des Akademischen Kunstmuseums Bonn
- 2004: Schläft ein Lied in allen Dingen. Goldschmiedearbeiten von Heide Simm
- 2004: Sportschau. Antike Athleten in Aktion
- 2005: Antike – Körper – Formen von Donald von Frankenberg
- 2006: Antike à la carte. Meisterwerke des Klassizismus aus Neapel
- 2006: L’antica maniera - Arbeiten in Edelstein. Giovanni Calandrelli (1784–1853) und Gerhard Schmidt (geb. 1953)
- 2006: Hier bei den Göttern. Zeitgenössische Kunst von Hildegard von Chappuis und Andreas Schumacher
- 2006/2007: Caesaren in Bonn
- 2007: Mythos und Entstellung. Arbeiten von Peter Stauder
- 2007/08: Massenhaft, tönern und hohl. Terrakotten der Westgriechen
- 2008: Bunte Steine. Marmorluxus in der römischen Architektur
- 2008/09: RASNA - Die Etrusker
- 2009/10: Echt antik oder falsch. Vasen auf dem Prüfstand
- 2010: Studieren im Krieg. Wenn Zukunft warten muss
- 2010: ΣΤΗΝ ΒΙΤΡΙΝΑ. Athener Schaufensterpuppen, fotografiert von Ingrid Keller
- 2010/11: TonArt. Virtuosität antiker Töpferkunst
- 2011/2012: Dionysos und Apollon
- 2012: Die RAndreas estaurierung der Athener Akropolis mit Photographien von Socratis Mavrommatis
- 2013: Kleopatra VII - Die wohlvertraute Unbekannte
- 2014: Kopier mir die Sonne
- 2014: Ferne Zeit. Zeugnisse frühgriechischer Kunst im Akademischen Kunstmuseum Bonn
- 2014: Antike Plastik 5.0://. Dokumentationsmedien in der Archäologie - Von der Skizze zum 3D-Modell
- 2015: Vergöttert. Zeichnungen von Ruth Tauchert im Akademischen Kunstmuseum Bonn
- 2015/16: „Ein lehrreicher Überblick“. Georg Loeschcke und das Akademische Kunstmuseum
- 2017: Tanz in der Antike
- 2017/18: Spiele(n) in der Antike
- 2018: Göttliche Ungerechtigkeit? Strafen und Glaubensprüfungen als Themen antiker und frühchristlicher Kunst
- 2019: Ikarus - Skulpturenausstellung von Raphael Ginbar
- 2019: Drapiert! Antike Gewänder - Moderne Designs, mit Kleidern von Rosemarie Bühler
- 2019: Objektwelten als Kosmos - Von Alexander von Humboldt zum Netzwerk Bonner Wissenschaftssammlungen. Ausstellungsbeteiligung im Forschungsmuseum Koenig
- 2019: 200 Jahre Münzsammlung des Akademischen Kunstmuseums
- 2024: Eindrucksvoll winzig: Gemmen im Akademischen Kunstmuseum Bonn als Siegel, Schmuckstücke und Amulette

## Sonntagsführungen
Im Akademischen Kunstmuseum finden mittlerweile seit über 50 Jahren jeden Sonntag um 11.15 Uhr (außer an Feiertagen) studentische Führungen zu wechselnden Themen statt. Diese Führungen werden von den Studierenden der Klassischen Archäologie organisiert, seit 2022 von einer studentischen Hilfskraft der Klassischen Archäologie.